# Berberis platyphylla
Berberis platyphylla är en berberisväxtart som först beskrevs av Ahrendt, och fick sitt nu gällande namn av Ahrendt. Berberis platyphylla ingår i släktet berberisar, och familjen berberisväxter. Inga underarter finns listade i Catalogue of Life.